# Gôtovany
Gôtovany (hongrois : Guotfalu) est un village de Slovaquie situé dans la région de Žilina.

## Histoire
La première mention écrite du village date de 1355.

## Démographie

### Évolution de la population
| Année:               | 1994. | 2004.   | 2014.    | 2024.    |
| -------------------- | ----- | ------- | -------- | -------- |
| Nombre de personnes: | 379   | 389     | 440      | 511      |
| Différence:          |       | +2,63 % | +13,11 % | +16,13 % |

| Année:               | 2023. | 2024.   |
| -------------------- | ----- | ------- |
| Nombre de personnes: | 503   | 511     |
| Différence:          |       | +1,59 % |